# Друга Курильська протока
Дру́га Кури́льська прото́ка (рос. Второй курильский пролив) — протока в Тихому океані, що відокремлює Курильські острови Шумшу і Парамушир. Поєднує Охотське море з океаном. Довжина з півночі на південь — близько 17 км, мінімальна ширина 1,5 км, середня глибина — 24 м, найбільша — 50 м. Знаходиться в акваторії Сєверо-Курильського міського округу Сахалінської області Російської Федерації. Названа по розташуванню з півночі серед проток Курильської гряди.
Береги протоки, особливо східний, високі, переважно круті та урвисті. На західному березі кілька печер. Середня величина припливу по берегах протоки — 1,0 м. Протока рідко використовується для судноплавства.
На острові Шумшу на березі протоки розташовані селища Байково і Шумне, на Парамуширі на березі протоки знаходиться місто Сєверо-Курильськ. 
У протоці виділяють миси Савушкина, Артюшина, Опорний, Міцний, Озерний (Парамушир), Чібуйний, Гучний (Шумшу). В протоку впадають річки Наседкина, Матирська, Городська, Савушкина. На східному узбережжі багато підводних і надводних каменів. У південній частині протоки розташована бухта Утьосна. За мисом Озерним переходить в протоку Левашова.